# European Physical Journal
European Physical Journal — серия рецензируемых научных журналов, издаваемая EDP Sciences, Springer Science+Business Media и Società Italiana di Fisica. Она возникла в 1998 году в результате слияния Acta Physica Hungarica, Anales de Fisica, Czechoslovak Journal of Physics, Il Nuovo Cimento, Journal de Physique, Portugaliae Physica и Zeitschrift für Physik. 12 издаваемых журналов охватывают все области физики. Автор имеет право опубликовать свою статью в журнале в рамках инициативы открытого доступа. В этом случае она будет доступна на условиях лицензии Creative Commons Attribution 2.0.

## История
С момента создания в 1845 году Берлинского физического общества (нем. Physikalische Gesellschaft zu Berlin) публиковались журналы Fortschritte der Physik и Verhandlungen, но к 1919 году Verhandlungen стал слишком объемным. Был сформирован комитет, состоящий из Альберта Эйнштейна, Эйгена Голдштайна, Фрица Габера, Е. Джанке, Шеля Карла и Вильгема Вестпала. Комитет создал новый журнал, Zeitschrift für Physik, предназначавшийся для статей об оригинальных исследованиях. Журнал начал публиковаться в этом же году. В 1975 году Zeitschrift für Physik был совмещен с Physics of Condensed Matter. Zeitschrift für Physik публиковался как журнал из четырех частей с 1920 по 1997 год издательством Springer-Verlag под эгидой Deutsche Physikalische Gesellschaft. В начале XX века этот журнал считался одним из самых престижных журналов по физике, его золотые годы совпадают с золотыми годами квантовой механики.
В конце 1990-х годов Springer и EDP Sciences решают объединить Zeitschrift für Physik и Journal de Physique. После присоединения Il Nuovo Cimento, издаваемый Societa Italiana di Fisica, European Physical Journal начал издаваться в январе 1998 года. Всего в состав EPJ вошли Acta Physica Hungarica, Anales de Fisica, Czechoslovak Journal of Physics, Il Nuovo Cimento, Journal de Physique, Portugaliae Physica и Zeitschrift für Physik.

## Журналы
| Название                                                                      | ISSN                           |
| ----------------------------------------------------------------------------- | ------------------------------ |
| European Physical Journal A — Hadrons and Nuclei                              | ISSN 1434-6001, ISSN 1434-601X |
| European Physical Journal B — Condensed Matter and Complex Systems            | ISSN 1434-6028, ISSN 1434-6036 |
| European Physical Journal C — Particles and Fields                            | ISSN 1434-6044, ISSN 1434-6052 |
| European Physical Journal D — Atomic, Molecular, Optical and Plasma Physics   | ISSN 1434-6060, ISSN 1434-6079 |
| European Physical Journal E — Soft Matter and Biological Physics              | ISSN 1292-8941, ISSN 1292-895X |
| European Physical Journal H — Historical Perspectives on Contemporary Physics | ISSN 2102-6459                 |
| European Physical Journal ST — Special Topics                                 | ISSN 1951-6355                 |
| European Physical Journal AP — Applied Physics                                | ISSN 1286-0042, ISSN 1286-0050 |
| European Physical Journal Plus                                                | ISSN 2190-5444                 |
| European Physical Journal Web of Conferences                                  | ISSN 2100-014X                 |
| European Physical Journal Photovoltaics                                       | ISSN 2105-0716                 |
| European Physical Journal Data Science                                        | ISSN 2193-1127                 |